# لیهای ۶۹۱
سیارک ۶۹۱ (به انگلیسی: 691 Lehigh، نامگذاری:1909JG) ششصد و نود و یکمین سیارک کشف شده‌است که در ۱۱ دسامبر ۱۹۰۹ کشف شد.
قدر مطلق سیارک برابر ۹٫۳۰ است.